# Жив-був Шишлов
«Жив-був Шишлов» — радянський двосерійний телефільм 1987 року, знятий режисером Володимиром Мотилем на Кіностудії ім. О. Довженка.

## Сюжет
За мотивами п'єси Опанаса Салинського «Молва». Дія телефільму відбувається у післяреволюційні роки у провінційному містечку Птюньки. У центрі сюжету історія телефоніста Івана Шишлова, молодого комуніста, який важко переживає епоху НЕПу. Заплутавшись у складних змінах у житті, обдурений ворогами, Ваня несправедливо звинувачує свою кохану дівчину, землевпорядника Алю, в отриманні хабаря. Обмовлену Алевтіну відправляють для розгляду до міської прокуратури, але дорогою вона гине від рук бандита. Дізнавшись про це, Шишлов кінчає життя самогубством.

## У ролях
- Ігор Лях — Іван Шишлов
- Тетяна Догілева — Лариса Садоф'єва
- Вікторія Кузнецова — Алевтина Батюніна
- Олександр Козаков — Авдей Трохимович Можаренков
- Наташа Плотникова — Віктюха
- Володимир Мащенко — професор Садоф'єв
- Йола Санько — Мчиславська
- Михайло Уржумцев — Перевозников
- Віктор Кондратюк — Фрязін
- Кіра Крейліс-Петрова — Фрязіна
- Юрій Бичков — Рукасов
- Богдан Бенюк — Терентій Пасинков, революційний поет
- Олег Севастьянов — Грігуліс
- Євген Пашин — Семен, землемір
- Іван Насонов — Павло, землемір
- Віктор Мамаєв — Редькін, артист
- Борис Плотников — поручик
- Юрій Дубровін — обліковець
- Раміл Ібрагімов — Мелкумов
- Герман Царьов — Лев Демидич Клинков
- В. Матвєєв — епізод
- Володимир Кузнецов — прохач
- Борис Репетур — Гольдман
- Г. Миронов — епізод
- Ю. Лашук — епізод
- Олексій Дроздов — епізод
- І. Якубов — епізод
- Сергій Вишняков — епізод
- А. Бєлян — Бєлян
- Володимир Колесніков — епізод
- Віктор Гущин — епізод
- Юрій Соколов — епізод
- Зінаїда Ярош — епізод
- С. Тунцова — епізод
- Галина Волкова — баба
- Людмила Лебедєва — баба
- Н. Ілюхіна — епізод
- Ю. Ердман — епізод
- Володимир Шпудейко — бандит
- Микола Олійник — бандит
- Олександр Головін — епізод
- Ігор Черницький — епізод
- Марія Мішуріна — епізод
- Олександр Костильов — епізод
- Ігор Кузнецов — епізод

## Знімальна група
- Режисер — Володимир Мотиль
- Сценаристи — Володимир Мотиль, Опанас Салинський
- Оператор — Володимир Ільїн
- Композитор — Ісаак Шварц
- Художник — Валерій Кострін